# Віван Петтерссон
Віван Петтерссон (швед. Wivan Pettersson, 24 січня 1904 — 7 листопада 1976) — шведська плавчиня.
Призерка Олімпійських Ігор 1924 року.